# Sous-district de Gaza

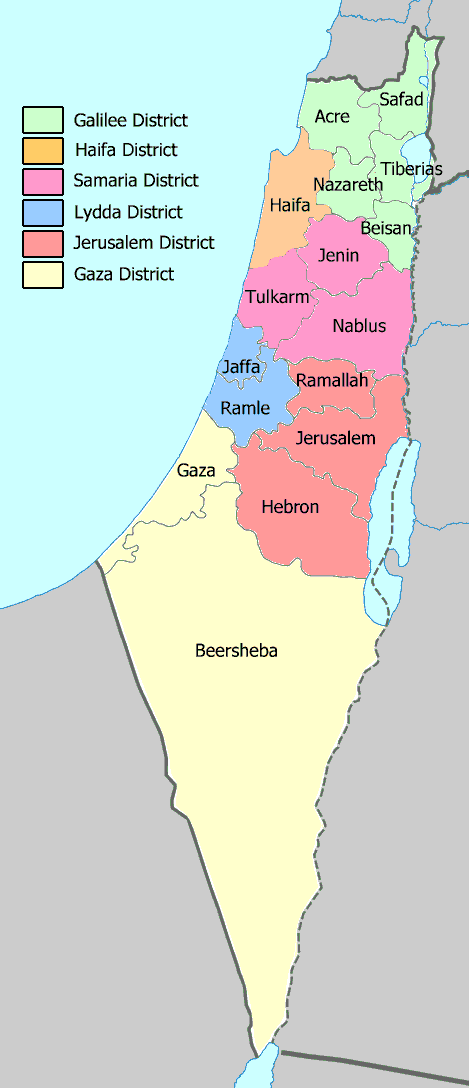
Les districts et sous-districts de la Palestine mandataire en 1945.

Le sous-district de Gaza (anglais : Gaza Subdistrict ; arabe : قضاء غزة ; hébreu : נפת עזה) était un sous-district qui comprenait les terres côtières du sud de la Palestine mandataire. Après la guerre israélo-arabe de 1948-1949, le sous-district disparaît ; ses parties nord et est sont contrôlées par Israël, tandis que les parties sud et ouest deviennent la bande de Gaza, occupée par l'armée égyptienne de 1948 à 1967, puis par l'armée israélienne jusqu'en 2005.

## Localités
Localité actuelles
- Abasan al-Kabera
- Abasan al-Saghira
- Bani Suheila
- al-Bayuk
- Beit Hanoun
- Beit Lahia
- Deir el-Balah
- al-Fukhari
- Gaza
- Jabalia
- Juhor ad-Dik
- Khan Younès
- Khuza'a
- al-Mawasi
- Nuseirat
- Qa' al-Qurein
- al-Qarara
- Qizan an-Najjar
- Rafah
- Shokat as-Sufi
- Umm Kameil

Localités disparues
- Arab Suqrir
- Barbara
- Barqa
- al-Batani al-Gharbi
- al-Batani al-Sharqi
- Bayt Daras
- Beit Affa
- Bayt Jirja
- Bayt Tima
- Bil'in
- Burayr
- Dayr Sunayd
- Dimra
- al-Faluja
- Hamama
- Hatta
- Hiribya
- Huj
- Hulayqat
- Ibdis
- Iraq al-Manshiyya
- Iraq Suwaydan
- Isdud
- al-Jaladiyya
- al-Jiyya
- Julis
- al-Jura
- Jusayr
- Karatiyya
- Kawfakha
- Kawkaba
- al-Khisas
- al-Masmiyya al-Kabira
- al-Masmiyya al-Saghira
- al-Muharraqa
- Najd
- Ni'ilya
- Qastina
- al-Sawafir al-Gharbiyya
- al-Sawafir al-Shamaliyya
- al-Sawafir al-Sharqiyya
- Simsim
- Summil
- Tall al-Turmus
- Yasur